# El Santuario

Bandeira de El Santuario

El Santuario é uma cidade da Colômbia, no departamento de Antioquia. Dista 57 quilômetros de Medellín, a capital do departamento. O município tem uma superfície de 75 quilômetros quadrados e sua população, segundo o censo de 2002, é formada por 30692 habitantes.